# 원량초등학교 우도분교
원량초등학교 우도분교는 경상남도 통영시 욕지면 연화리 157에 있었던 분교이다.

## 연혁
- 1934년 4월 1일 우도 강습소 설치
- 1946년 9월 1일 우도공립국민학교 개교
- 1983년 3월 1일 연화국민학교 우도분교장으로 격하
- 1992년 9월 1일 원량국민학교로 편입
- 1996년 3월 1일 원량초등학교 우도분교
- 2002년 3월 1일 폐교